# Praemegaceros cazioti
Praemegaceros cazioti (o Megaloceros cazioti) è una specie estinta di cervide vissuta in Sardegna e Corsica fra il tardo Pleistocene Medio e la prima parte dell'Olocene. Apparteneva al gruppo dei cervi pleistocenici Megaloceridi (di cui il più famoso è l'imponente Megaloceros giganteus), dei quali fu uno degli ultimi (se non l'ultimo in assoluto) a estinguersi. I resti più recenti (trovati nella Grotta Juntu sul Monte Albo) risalgono infatti a circa 7 500 anni fa, più o meno in contemporanea con l'inizio della Rivoluzione neolitica in Sardegna. Non era invece antenato del moderno cervo sardo, che si ritiene essere discendente del cervo rosso.

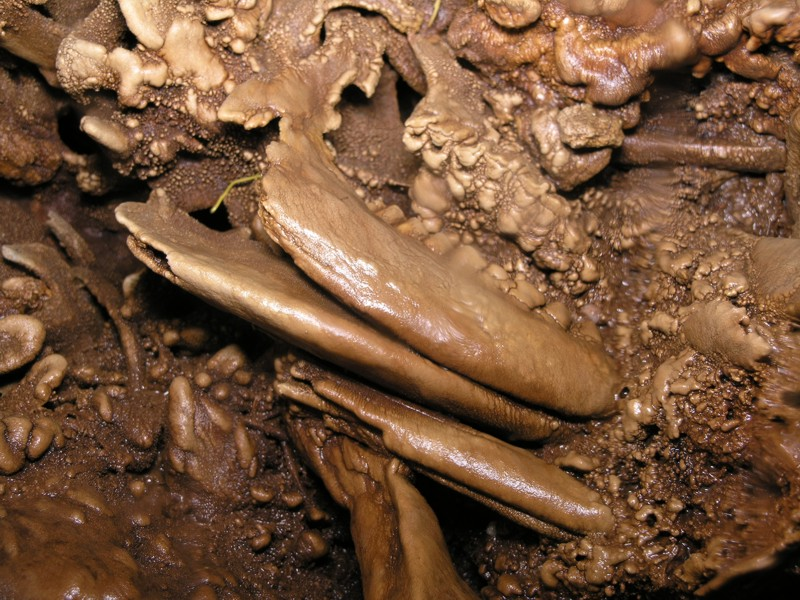
Cranio fossile di P. cazioti nel giacimento della grotta dei Cervi a Punta Giglio.

Fossili di tale animale sono stati trovati in numerose località costiere della Sardegna (come la zona di Alghero, compresa Bosa, e Porto Pino), nonché numerose tracce e impronte. È di particolare importanza il giacimento fossilifero della grotta dei cervi presso Alghero, che prende il nome proprio da tali ritrovamenti, nonché quello di Nurighe presso Cheremule. Resti fossili sono stati trovati anche in Corsica, per molto tempo unita alla Sardegna nel cosiddetto blocco sardo-corso.

## Note

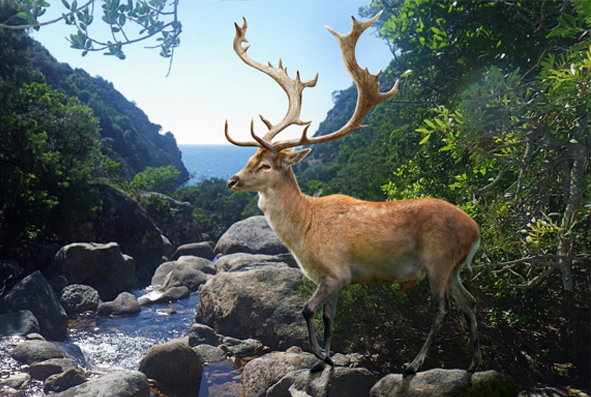
Ricostruzione del P. cazioti nel suo ambiente naturale, ad opera del paleoartista Roman Uchytel